# 聖詹姆斯溫沃德區
聖詹姆斯溫沃德區是聖基茨和尼維斯的14個區之一，位於尼維斯島東北部，北面和東面是加勒比海，南接聖喬治金哲蘭區，西毗聖托馬斯低地區，首府設於紐卡斯爾，面積32平方公里，2001年人口1,836，人口密度每平方公里57.38人。
该教区内的村庄包括纽卡斯尔、Rawlins、Mount Lily、Fountain、Camps、Burnaby、Hicks、布里克基伦、怀特霍尔和巴特勒斯、新河。